# Jan Swammerdam
Jan Swammerdam (Amsterdam, 12 de fevereiro de 1637 — Amsterdam, 17 de fevereiro de 1680) foi um cientista dos Países Baixos. Seu trabalho sobre insetos demonstrou que as várias fases durante a vida de um inseto – ovo, larva, pupa e adulto – são formas diferentes do mesmo animal. Como parte de sua pesquisa anatômica, ele realizou experimentos sobre contração muscular. Em 1658, ele foi o primeiro a observar e descrever as hemácias. Ele foi uma das primeiras pessoas a usar o microscópio em dissecções, e suas técnicas permaneceram úteis por centenas de anos.

## Educação
Johannes Swammerdam foi batizado em 15 de fevereiro de 1637 no Oude Kerk Amsterdam. Seu pai Jan (ou Johannes) Jacobsz (-1678) foi um boticário e um colecionador amador de minerais, moedas, fósseis e insetos de todo o mundo. Em 1632 casou-se com Baartje Jans (-1660) em Weesp. O casal vivia do outro lado do Montelbaanstoren, perto do porto, da sede e dos armazéns da Companhia Holandesa das Índias Ocidentais, onde um tio trabalhava. Alguns de seus filhos foram enterrados na igreja valã, assim como o próprio Jan (que nunca se casou) e seu pai.
Quando jovem, Swammerdam ajudou seu pai a cuidar de sua coleção de curiosidades. Apesar do desejo de seu pai de que ele deveria estudar teologia, Swammerdam começou a estudar medicina em 1661 na Universidade de Leiden. Estudou sob a orientação de Johannes van Horne e Franciscus Sylvius. Entre seus colegas estavam Frederik Ruysch, Reinier de Graaf, Ole Borch, Theodor Kerckring, Steven Blankaart, Burchard de Volder, Ehrenfried Walther von Tschirnhaus e Niels Stensen. Enquanto estudava medicina, Swammerdam começou sua própria coleção de insetos.
Em 1663, Swammerdam mudou-se para a França para continuar seus estudos. Parece junto com Steno. Estudou por um ano na Universidade Protestante de Saumur, sob a orientação de Tanaquil Faber. Posteriormente, estudou em Paris na academia científica de Melchisédech Thévenot. Em 1665 retornou à República Holandesa e juntou-se a um grupo de médicos que realizavam dissecções e publicavam seus achados. Entre 1666 e 1667 Swammerdam concluiu seu estudo de medicina na Universidade de Leiden; ele recebeu seu doutorado em medicina em 1667 com van Horne por sua dissertação sobre o mecanismo da respiração, publicada sob o título De respiratione usuque pulmonum.
Junto com van Horne, pesquisou a anatomia do útero. O resultado desta pesquisa foi publicado sob o título Miraculum naturae sive uteri muliebris fabrica em 1672. Swammerdam acusou Reinier de Graaf de tomar crédito pelas descobertas que ele e Van Horne haviam feito anteriormente sobre a importância do ovário e seus ovos. Ele usou técnicas de injeção de cera e um microscópio de lente única feito por Johannes Hudde.

## Pesquisa sobre insetos

Miraculum naturae sive uteri muliebris fabrica

Enquanto estudava medicina, Swammerdam começou a dissecar insetos e, depois de se qualificar como médico, concentrou-se neles. Seu pai o pressionou a ganhar a vida, mas Swammerdam perseverou e no final de 1669 publicou Historia insectorum generalis ofte Algemeene verhandeling van de bloedeloose dierkens (A História Geral dos Insetos, ou Tratado Geral sobre Pequenos Animais Sem Sangue). O tratado resumia seu estudo sobre insetos que ele havia coletado na França e nos arredores de Amsterdã. Ele rebateu a noção aristotélica predominante de que os insetos eram animais imperfeitos que não tinham anatomia interna. Após a publicação, seu pai retirou todo o apoio financeiro. Como resultado, Swammerdam foi forçado, pelo menos ocasionalmente, a praticar medicina para financiar sua própria pesquisa. Ele conseguiu licença em Amsterdã para dissecar os corpos dos que morreram no hospital.

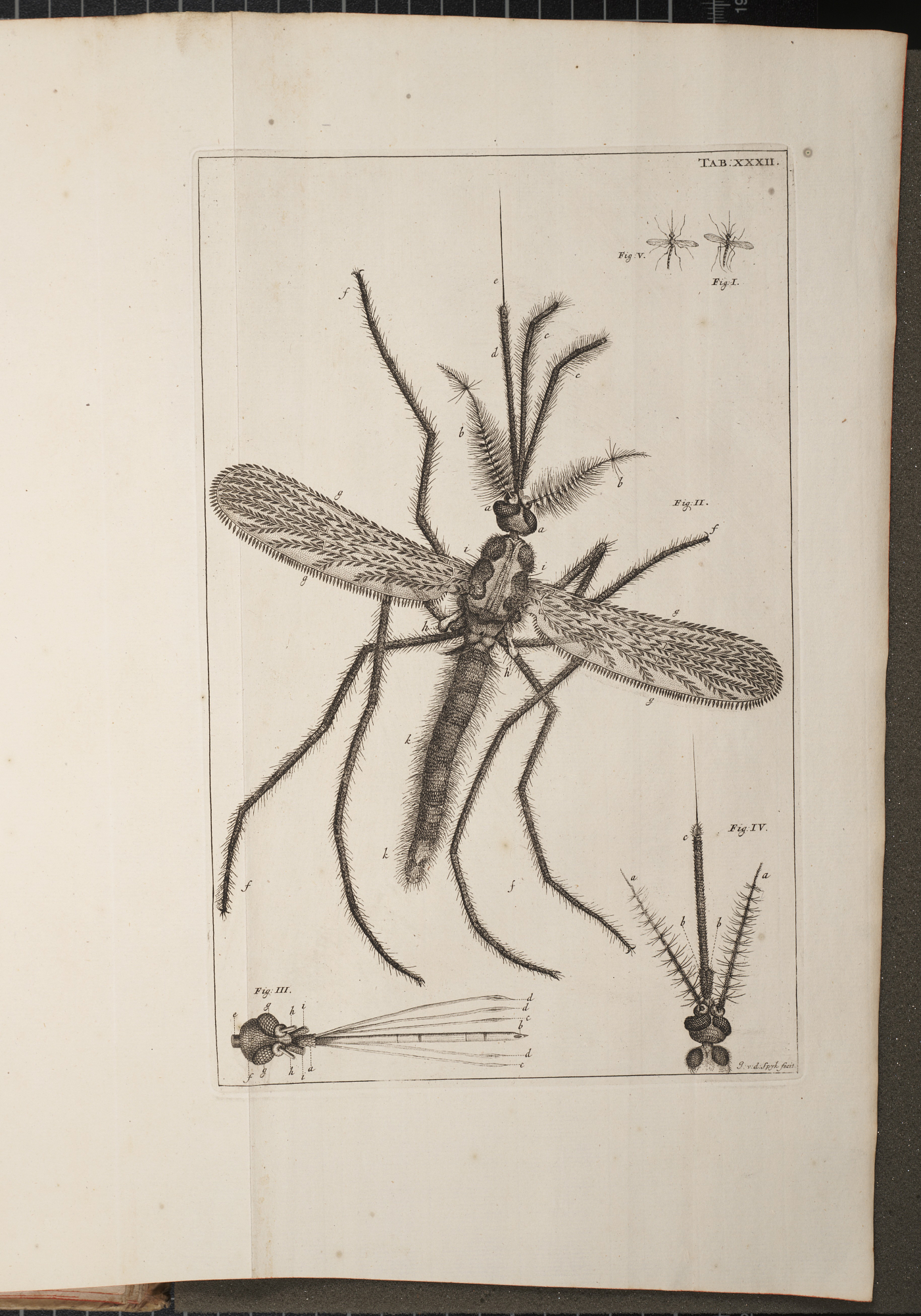
Ilustração de um mosquito da História

Na universidade, Swammerdam engajou-se profundamente nas ideias religiosas e filosóficas de seu tempo. Ele se opôs categoricamente às ideias por trás da geração espontânea, que sustentava que Deus havia criado algumas criaturas, mas não insetos. Swammerdam argumentou que isso implicaria blasfemamente que partes do universo foram excluídas da vontade de Deus. Em seu estudo científico, Swammerdam tentou provar que a criação de Deus acontecia vez após vez, e que era uniforme e estável. Swammerdam foi muito influenciado por René Descartes, cuja filosofia natural havia sido amplamente adotada pelos intelectuais holandeses. Em Discours de la Methode Descartes havia argumentado que a natureza era ordenada e obedecia a leis fixas, assim a natureza poderia ser explicada racionalmente.
Swammerdam estava convencido de que a criação, ou geração, de todas as criaturas obedecia às mesmas leis. Tendo estudado os órgãos reprodutivos de homens e mulheres na universidade, ele se propôs a estudar a geração de insetos. Ele se dedicou a estudar insetos depois de descobrir que a abelha-rei era de fato uma abelha-rainha. Swammerdam sabia disso porque havia encontrado ovos dentro da criatura. Mas ele não publicou essa constatação. Swammerdam se correspondeu com Matthew Slade e Paolo Boccone e recebeu a visita de Willem Piso, Nicolaas Tulp e Nicolaas Witsen. Ele mostrou a Cosme III de Médici, acompanhado por Thévenot, outra descoberta revolucionária. Dentro de uma lagarta podiam ser vistos os membros e asas da borboleta (agora chamados de discos imaginários).
Quando Swammerdam publicou The General History of Insects, ou Tratado Geral sobre Pequenos Animais Sem Sangue no final daquele ano, ele não apenas eliminou a ideia de que os insetos não tinham anatomia interna, mas também atacou a noção cristã de que os insetos se originaram de geração espontânea e que seu ciclo de vida era uma metamorfose. Swammerdam sustentou que todos os insetos se originaram de ovos e seus membros cresceram e se desenvolveram lentamente. Assim, não havia distinção entre insetos e os chamados animais superiores. Swammerdam declarou guerra aos "erros vulgares" e a interpretação simbólica dos insetos era, em sua mente, incompatível com o poder de Deus, o todo-poderoso arquiteto. Swammerdam, portanto, dissipou a noção do século XVII de metamorfose - a ideia de que diferentes estágios de vida de um inseto (por exemplo, lagarta e borboleta) representam indivíduos diferentes ou uma mudança repentina de um tipo de animal para outro.

## Espiritualidade
Swammerdam sofreu uma crise de consciência; seu pai repudiava o estudo dos insetos. Tendo acreditado que sua pesquisa científica era uma homenagem ao Criador, ele começou a temer que pudesse estar adorando o ídolo das curiosidades. Em 1673, Swammerdam caiu brevemente sob a influência da mística flamenga Antoinette Bourignon. Seu tratado de 1675 sobre a mosca, intitulado Ephemeri vita, incluía poesia devota e documentava suas experiências religiosas. Swammerdam encontrou conforto nos braços da seita de Bourignon em Nordstrand, Alemanha. Swammerdam viajou para Copenhague para visitar a mãe de Nicolaus Steno, mas estava de volta a Amsterdã no início de 1676. Em uma carta a Henry Oldenburg, ele explicou: "Eu nunca estive em nenhum momento mais ocupado do que nestes dias, e o chefe de todos os arquitetos abençoou meus esforços".

## Bybel der natuure

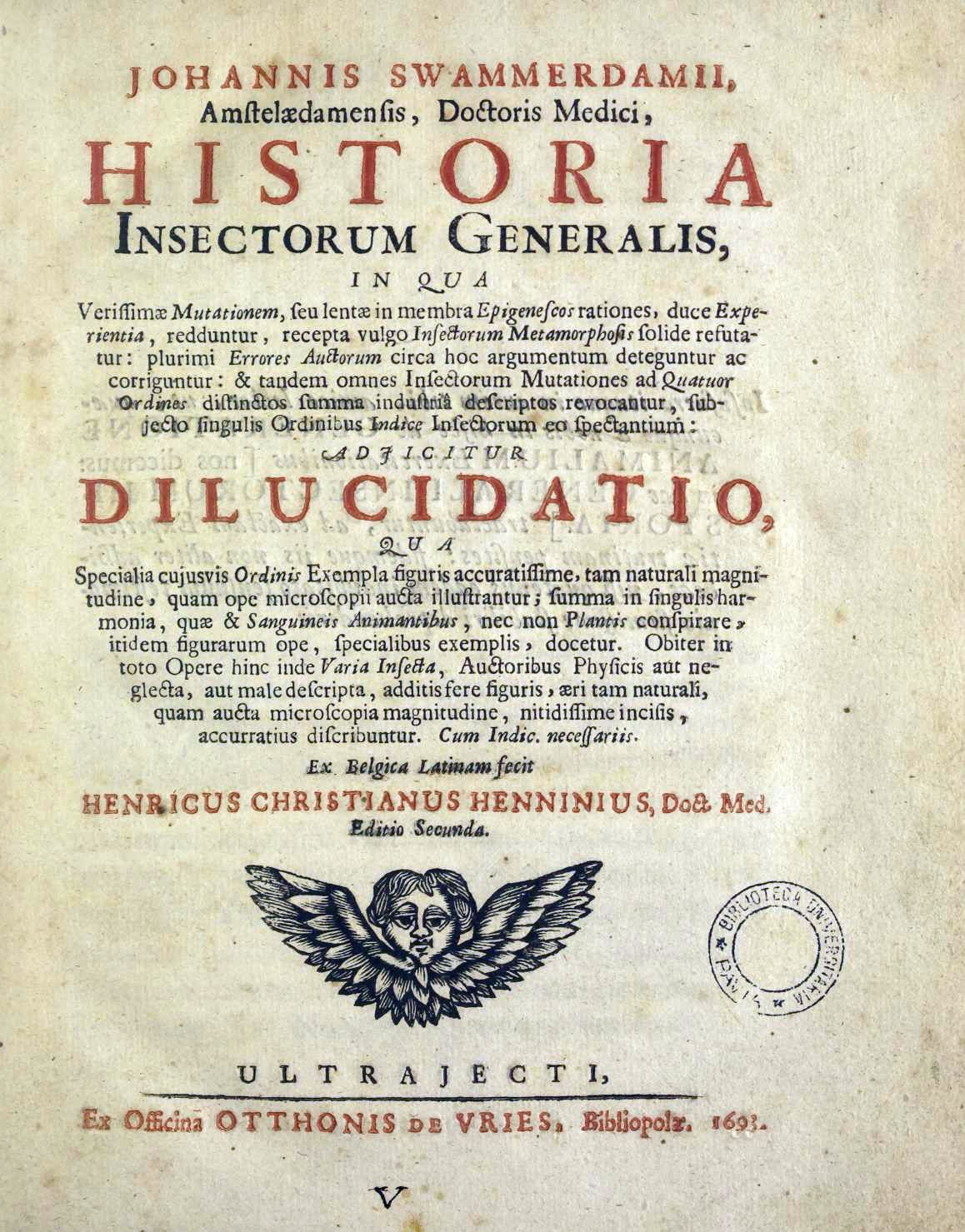
Bybel der Natuure, 1693

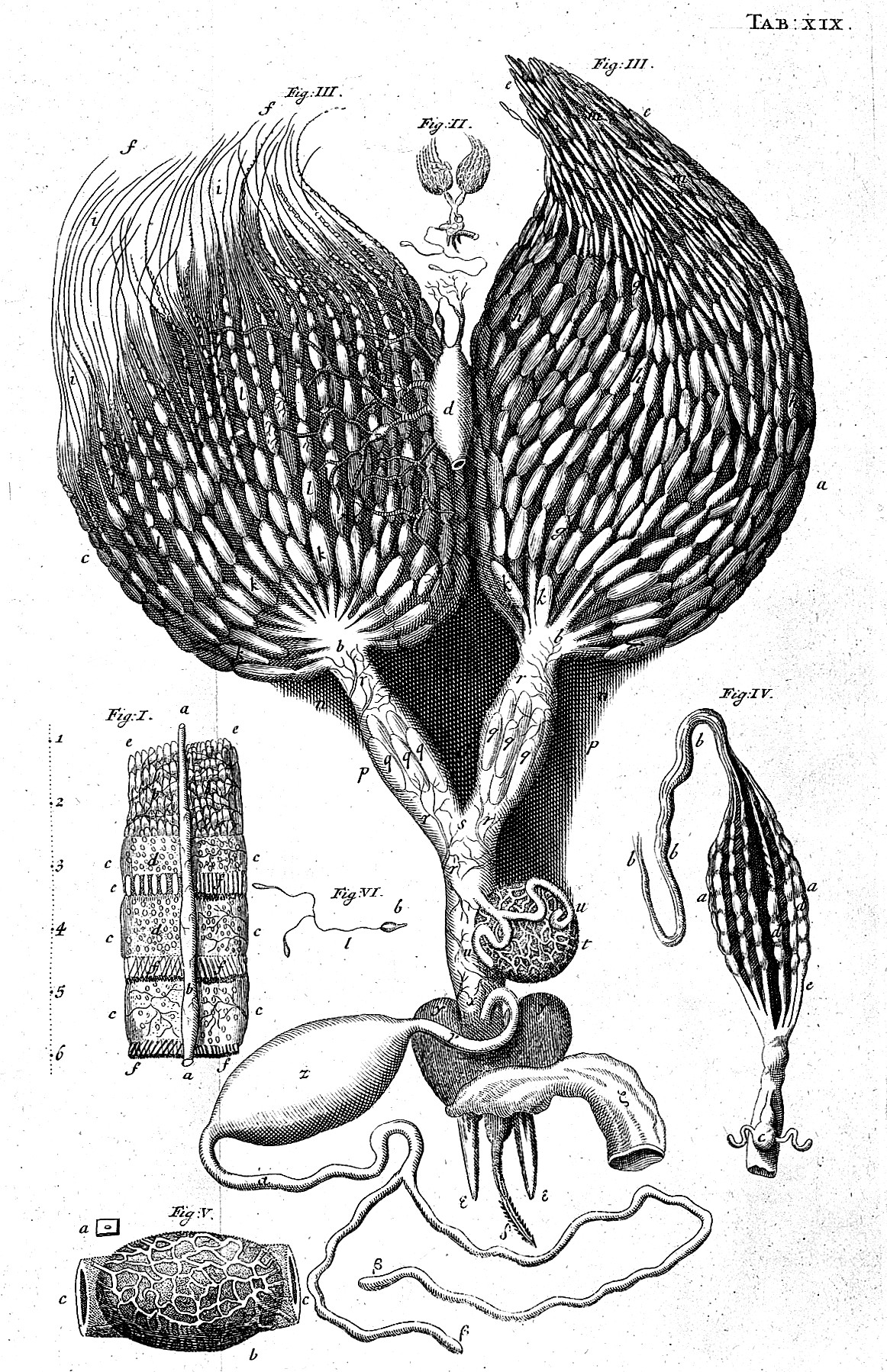
Desenho de Swammerdam dos órgãos reprodutivos da abelha-rainha, observado através do microscópio.

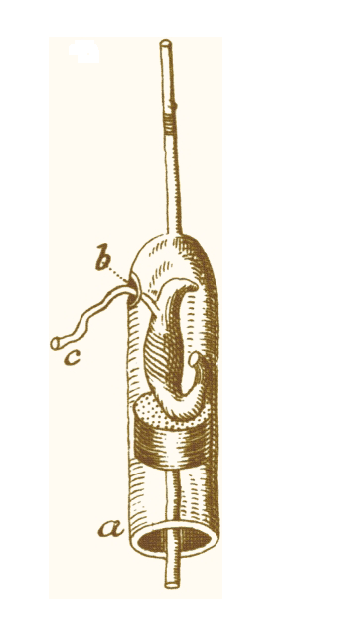
Ilustração de Swammerdam de uma preparação nervo-muscular. Ele colocou um músculo da coxa de sapo em uma seringa de vidro com um nervo saliente de um buraco na lateral do recipiente. Irritar o nervo fez com que o músculo se contraísse, mas o nível da água e, portanto, o volume do músculo, não aumentou.

Sua crise religiosa apenas interrompeu sua pesquisa científica brevemente e, até sua morte prematura, aos 43 anos, trabalhou no que viria a ser sua principal obra. Permaneceu inédito quando ele morreu em 1680 e foi publicado como Bybel der natuure postumamente em 1737 pelo professor da Universidade de Leiden Herman Boerhaave. Convencido de que todos os insetos valiam a pena estudar, Swammerdam havia compilado um tratado épico sobre o maior número possível de insetos, usando o microscópio e a dissecção. Inspirado em Marcello Malpighi, em De Bombyce Swammerdam descreveu a anatomia de bichos-da-seda, moscas, formigas, besouros-veados, ácaros de queijo, abelhas e muitos outros insetos. Suas observações científicas foram infundidas pela presença de Deus, o todo-poderoso criador. O elogio de Swammerdam ao piolho tornou-se um clássico:
Com isso ofereço-lhe o Dedo Onipotente de Deus na anatomia de um piolho: no qual você encontrará milagre amontoado em milagre e verá a sabedoria de Deus claramente manifestada em um ponto minucioso. 

### Pesquisa sobre abelhas
Desde os tempos antigos, afirmava-se que a abelha-rainha era macho, e governava a colmeia. Em 1586, Luis Mendez de Torres publicou pela primeira vez a descoberta de que a colmeia era governada por uma fêmea, mas Torres sustentou que ela produzia todas as outras abelhas da colônia através de uma "semente". Em 1609, Charles Butler havia registrado o sexo dos drones como machos, mas ele erroneamente acreditava que eles acasalavam com abelhas operárias. Na Biblia naturae foi publicada a primeira prova visual de que seus contemporâneos haviam identificado erroneamente a abelha-rainha como macho. Swammerdam também forneceu evidências de que a abelha-rainha é a única mãe da colônia.
Swammerdam havia se envolvido em cinco anos intensos de apicultura. Ele havia descoberto que os drones eram masculinos e não tinham ferrão. Swammerdam identificou as abelhas operárias como "eunucos naturais" porque ele era incapaz de detectar ovários nelas, mas as descreveu como mais próximas da natureza da fêmea. Swammerdam havia produzido um desenho dos órgãos reprodutivos da abelha rainha, como observado através do microscópio. O desenho que Swammerdam produziu da anatomia interna da abelha-rainha só foi publicado em 1737. Seu desenho da geometria do favo de mel foi publicado pela primeira vez na Biblia naturae, mas foi referenciado por Giacomo Filippo Maraldi em seu livro de 1712. Detalhes da pesquisa de Swammerdam sobre abelhas já haviam sido publicados em outros lugares porque ele havia compartilhado suas descobertas com outros cientistas em correspondência. Entre outros, a pesquisa de Swammerdam havia sido referenciada por Nicolas Malebranche em 1688.

### Pesquisa sobre músculos
Na Biblia naturae foi publicada a pesquisa de Swammerdam sobre músculos. Swammerdam desempenhou um papel fundamental na desmistificação da teoria balonista, a ideia de que "espíritos em movimento" são responsáveis pelas contrações musculares. A ideia, apoiada pelo médico grego Galeno, sustentava que os nervos eram ocos e o movimento dos espíritos através deles impulsionava o movimento muscular. René Descartes promoveu a ideia baseando-a em um modelo de hidráulica, sugerindo que os espíritos eram análogos a fluidos ou gases e chamando-os de "espíritos animais". No modelo, que Descartes usou para explicar os reflexos, os espíritos fluiriam dos ventrículos do cérebro, através dos nervos, e para os músculos para animá-los. De acordo com essa hipótese, os músculos cresceriam quando se contraíam por causa dos espíritos animais que fluem para eles. Para testar essa ideia, Swammerdam colocou o músculo da coxa de rã cortado em uma seringa hermética com uma pequena quantidade de água na ponta. Ele pôde, assim, determinar se houve uma mudança no volume do músculo quando ele se contraiu, observando uma mudança no nível da água (imagem à direita). Quando Swammerdam fez com que o músculo se contraísse irritando o nervo, o nível da água não subiu, mas foi reduzido em uma quantidade minúscula; Isso mostrou que nenhum ar ou fluido poderia estar fluindo para o músculo. A ideia de que a estimulação nervosa levou ao movimento teve implicações importantes para a neurociência, apresentando a ideia de que o comportamento é baseado em estímulos.
A pesquisa de Swammerdam havia sido referenciada antes de sua publicação por Nicolas Steno, que havia visitado Swammerdam em Amsterdã. A pesquisa de Swammerdam foi concluída depois que Steno publicou a segunda edição de Elements of Myology em 1669, que é referenciada na Biblia naturae. Uma carta de Steno a Malpighi de 1675 sugere que as descobertas de Swammerdam sobre a contração muscular causaram sua crise de consciência. Steno enviou a Malpighi os desenhos que Swammerdam havia feito dos experimentos, dizendo que "quando ele escreveu um tratado sobre este assunto, ele o destruiu e ele apenas preservou essas figuras. Ele está buscando a Deus, mas ainda não na Igreja de Deus".

## Publicações
- Bybel der Natuure (em alemão). Utrecht: Otto de Vries. 1693